# Septsigilla
Genre
Septsigilla est un genre d'araignées aranéomorphes de la famille des Miturgidae.

## Répartition
Les espèces de ce genre sont endémiques de Chine.

## Liste des espèces
Selon World Spider Catalog (version 26, 29/07/2025) :
- Septsigilla tongbiguan H. B. Zhang & F. Zhang, 2025
- Septsigilla zhongi H. B. Zhang & F. Zhang, 2025

## Systématique et taxinomie
Ce genre a été décrit par Zhang et Zhang en 2025 dans les Miturgidae.

## Publication originale
- Zhang, Yu, Zuo & Zhang, 2025 : « Description of a new genus, Septsigilla gen. nov., with two new species from China (Araneae: Miturgidae: Systariinae). » Zootaxa, no 5666(1), p. 125-135.